# Ópera Nacional de Finlandia
La Ópera Nacional de Finlandia (en finés Kansallisooppera, en sueco Nationaloperan) en Helsinki, es la principal compañía de ópera en Finlandia.
Su hogar esta en la Casa de la Ópera Nacional, en la Bahía de Töölönlahti, en el distrito de Töölö. Esta abrió en 1993.
Las presentaciones de esta ópera comenzaron en 1873, cuando Kaarlo Bergbom fundó la Ópera Finlandesa en 1873. Después de eso, las presentaciones de ópera en Finlandia se han realizado de manera esporádica por compañías que realizan giras, y en ocasiones por finlandeses amateurs, siendo El Barbero de Sevilla la primera producción de este tipo.
La Ópera Finlandesa presenta una premier mundial o al menos una ópera finlandesa cada año.